# 罗庸
罗庸（1900年4月13日—1950年6月25日），原名罗松林，字膺中，号习坎。中国重要的学者、古典文学专家、教育家。

## 生平
罗庸生于北京。于1917年至1920年在北京大学国学门学习。1922年，又入北京大学研究所国学门进行研究生学习，师从黄侃，时为北京大学培养的首批研究生。
1924年，罗庸从北京大学毕业，供职于国立历史博物馆筹备处。在此期间，参与佛教团体三时学会。1927年，赴中山大学任教，后曾任中文系主任。1931年，赴浙江大学任教。1932年返回北平，在北京大学任教。
1937年，因日本侵华战争，北京大学与清华大学、南开大学南迁昆明，组建西南联合大学。罗庸经长沙赴昆明后，在联大任教，并曾代理中文系系主任一职。在昆明期间，罗庸亦在中法大学、云南大学等校兼课。
1946年联大复员，罗庸留在国立昆明师范学院，主持中文系建设。1949年，应梁漱溟之邀赴重庆勉仁文学院讲学。1950年，因脑溢血逝世。

## 个人成就
罗庸的研究主要集中在儒学、中国文学史论、中国古代诗词和佛教等方面。
罗庸还被认为是西南联大校歌《满江红》的词作者或作者之一。国立西南联合大学纪念碑的碑文乃罗庸手书。

## 重要著作
- 《陈子昂年谱》
- 《鸭池十讲》
- 《习坎庸言》（遗稿）